# Karl Hans Strobl

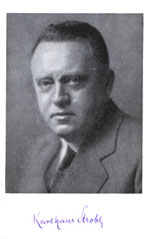
Karl Hans Strobl

Karl Hans Strobl (Pseudonym: Matthias Rongstock, * 18. Jänner 1877 in Iglau (Jihlava), Mähren; † 10. März 1946 in Perchtoldsdorf bei Wien) war ein österreichischer Schriftsteller.

## Leben
Strobl studierte ab 1894 Rechtswissenschaft an der Prager Karl-Ferdinands-Universität und wurde dort im Corps Austria aktiv. Nach dem mit der Promotion abgeschlossenen Studium wurde er 1900 Schriftführer am Kreisgericht Iglau und später Finanzkommissär in Brünn. Sein Engagement in der Deutschnationalen Bewegung brachte ihn in Konflikt mit seinen tschechischen Vorgesetzten. Er schied daraufhin aus dem Staatsdienst aus und wurde 1913 Herausgeber des Turmhahn in Leipzig. Im Ersten Weltkrieg war er von 1915 bis 1918 Kriegsberichterstatter. Nach dem Erwerb der österreichischen Bundesbürgerschaft war er freier Schriftsteller in Iglau und Perchtoldsdorf. Er verfasste über 100 Werke, meist Romane und Novellen, auch Biographien und zahlreiche Zeitschriftenbeiträge.
Strobl begann seine schriftstellerische Karriere 1900 mit der Veröffentlichung phantastisch-grotesker Spukgeschichten. Der breiten Öffentlichkeit wurde er durch seine Prager Studentenromane bekannt. In Die Vaclavbude beschreibt Strobl seine eigene Verbindung, das Corps Austria in den Tagen des sog. Badeni-Aufstands 1897. Zugleich verewigt er Sigmund Pick. Der Schipkapaß spiegelt das Leben im Wirtshaus Schipkapaß wider. Später trat Strobl als Sudetendeutscher in zahlreichen Werken für die Reichsidee ein.
Von 1919 bis 1921 gab er – in enger Zusammenarbeit mit Alfons von Czibulka – die Zeitschrift Der Orchideengarten heraus, eine Heftenreihe für Phantastik und erotische Literatur, in der er auch eigene Werke veröffentlichte. „In Anerkennung seines hervorragenden poetischen Schaffens“ wählte die Deutsch-österreichische Schriftsteller-Genossenschaft Strobl 1925 zu ihrem Präsidenten. Die Literaturwissenschaft zählt Strobl neben Gustav Meyrink und Hanns Heinz Ewers heute zu den „großen Drei der deutschen Fantastik nach 1900“.

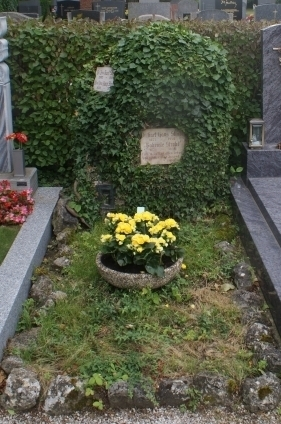
Grabstätte von Karl Hans Strobl

### Politik
Im Ständestaat (Österreich) gehörte Strobl seit 1933 der (gegnerischen) Nationalsozialistischen Deutschen Arbeiterpartei an. 1934 wurde er aus der Tschechoslowakei wegen „staatsgefährlicher Betätigung“ ausgewiesen. Ab 1938 war er Landesleiter der Reichsschrifttumskammer in Wien. Nach dem Anschluss Österreichs beteiligte Strobl sich mit einem Beitrag am Bekenntnisbuch österreichischer Dichter, herausgegeben vom Bund deutscher Schriftsteller Österreichs. Das Buch begrüßte den Anschluss begeistert.
1945 von der Roten Armee verhaftet und für kurze Zeit zur Arbeit im Straßenbau gezwungen, starb er nach mehreren Schlaganfällen 1946 verarmt im Altersheim von Perchtoldsdorf. Sein Grab befindet sich am Perchtoldsdorfer Friedhof (Gruppe 2c, Reihe 14, Grabnummer 12).
In der Sowjetischen Besatzungszone wurden Strobls Werke Ein gute Wehr und Waffen (Leipzig 1915), Zwischen Weichsel und Karpathen (Weimar 1915), Dorf im Kaukasus (Leipzig 1936), Feuer im Nachbarhaus (Wien, Leipzig 1938), Die Heimkehr (Berlin 1941) und Die Weltgeschichte und das Igelhaus (Budweis 1944) auf die Liste der auszusondernden Literatur gesetzt. In der Deutschen Demokratischen Republik folgte noch Tschechen (Leipzig 1920).

### Corps

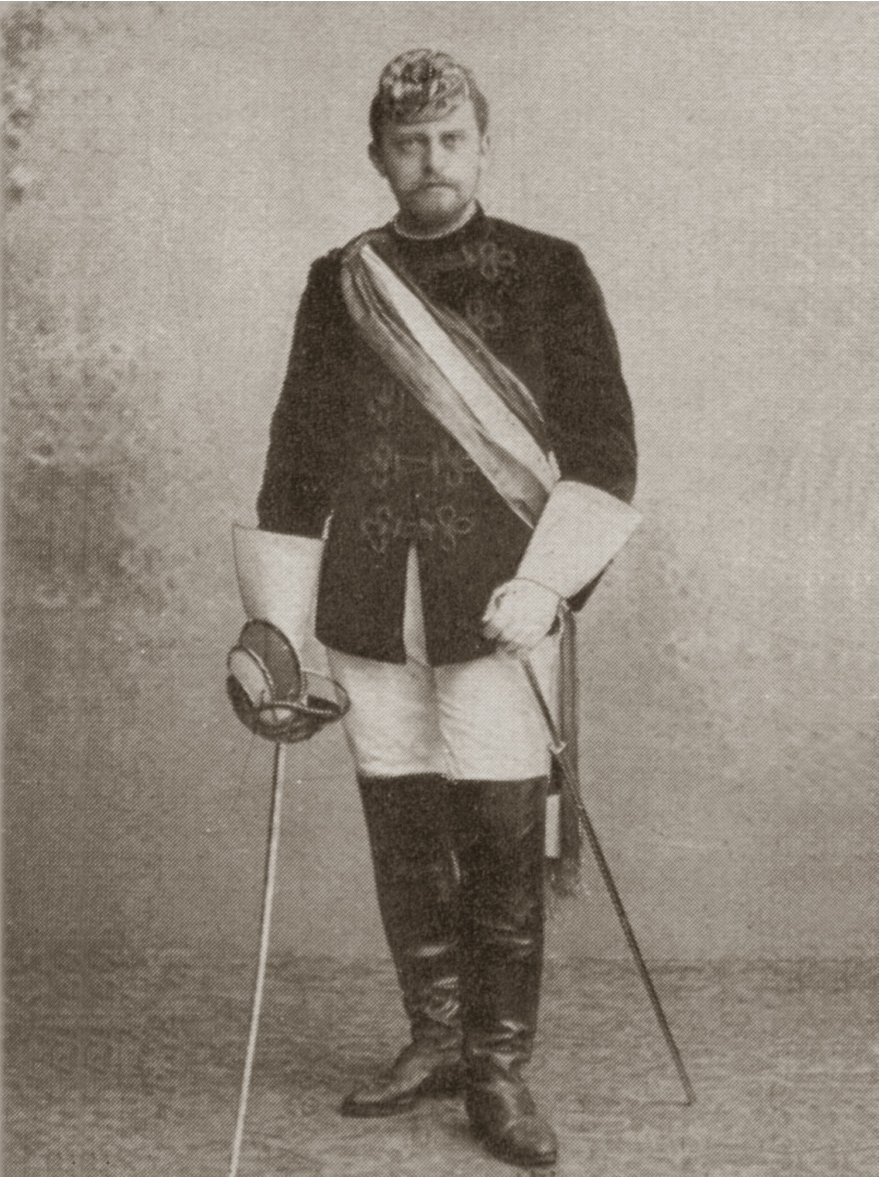
Strobl als Student

Als ehemaliger Corpsstudent erhielt er nach dem Ersten Weltkrieg von drei Kösener Corps in Österreich: Frankonia Brünn (1920), Frankonia Prag (1922) und Saxonia Wien (1935) die Bänder verliehen. Am corpsstudentischen Leben in der Tschechoslowakei nahm er durch zahlreiche Besuche der Veranstaltungen in Prag und Brünn regen Anteil.

### Ehrungen
Im Jahr 1937 wurde ihm die Goethe-Medaille für Kunst und Wissenschaft verliehen.

## Werke (Auswahl)

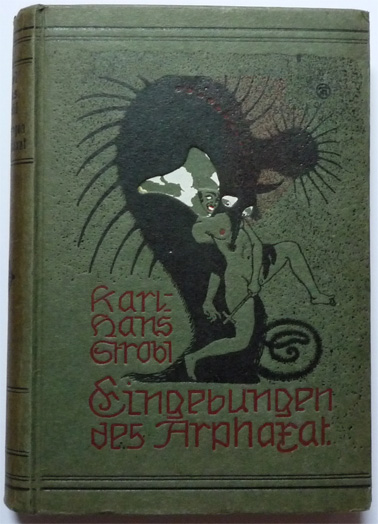
Die Eingebungen des Arphaxat, Originalausgabe 1904, Verlag Bruns, Minden i. W.

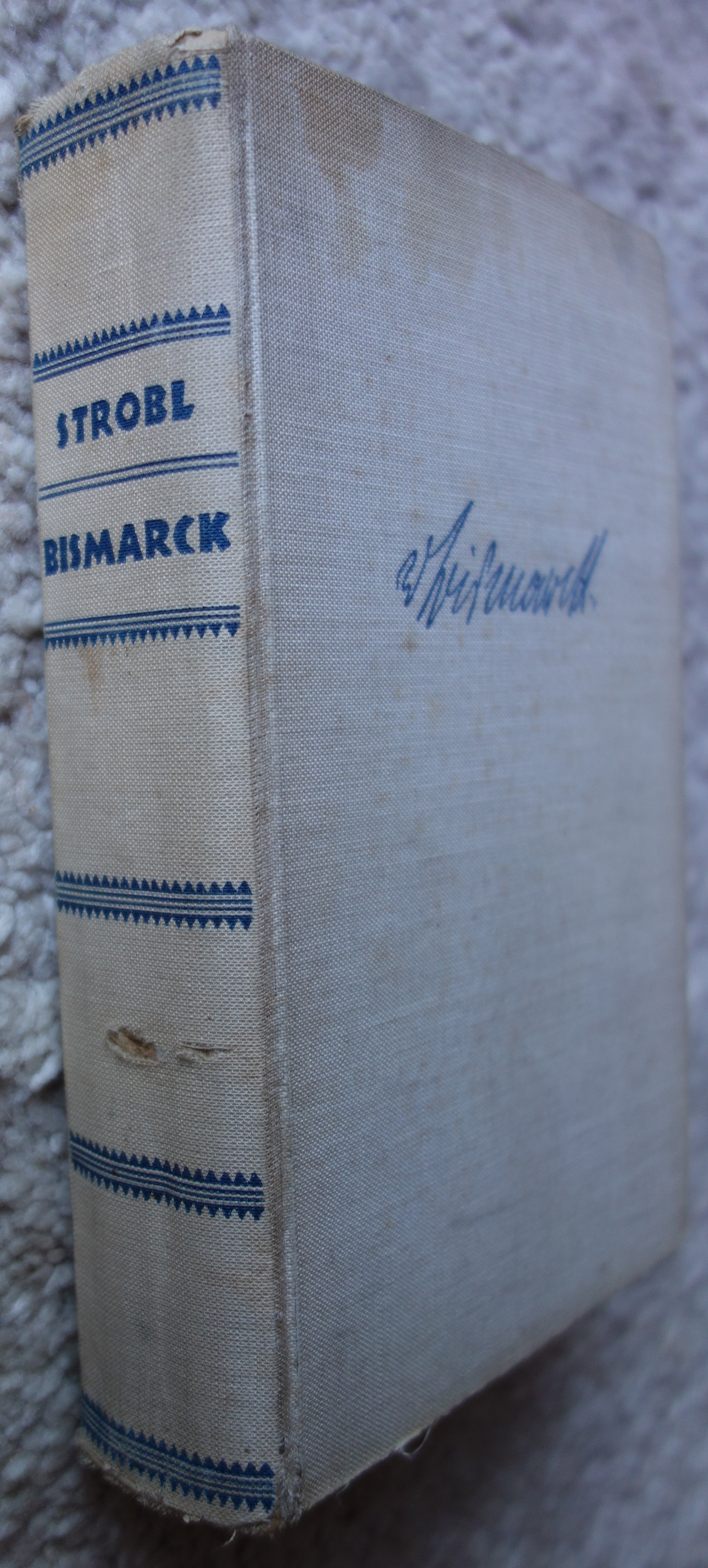
Ausgabe von Bismarck (1919)

### Prager Studentenromane
- Die Vaclavbude, Leipzig 1902 ÖNB
- Der Schipkapaß, Berlin 1908
- Das Wirtshaus „Zum König Przemysl“, Leipzig 1913
- Die Flamänder von Prag (Neuauflage von „Der Schipkapaß“), Karlsbad 1932
- Schwarz-Weiß-Gelb. Ein Spiel zum 65. Stiftungsfest des Corps Austria-Prag zu Frankfurt a/M., o. O. 1926, Nachdruck in: Einst und Jetzt, Jahrbuch des Vereins für corpsstudentische Geschichtsforschung e. V., Würzburg 2006, S. 243–264
- Die Fackel des Hus, Karlsbad und Leipzig 1942

### Phantastische und andere Romane
- Der verkannte Hans, Zürich, C. Schmidt, 1898
- Aus Gründen und Abgründen, Skizzen aus dem Alltag und von drüben, Leipzig, Seeman, 1901
- Und sieh, so erwarte ich dich, Skizzenbuch einer reifen Liebe, Leipzig, 1901
- Der Fenriswolf, Leipzig Fontane 1903
- Die Eingebungen des Arphaxat. Merkwürdige Geschichten, Minden 1904, [15 Kurzgeschichten]
- Gefährlichen Strahlen, Roman, Berlin, F. Fontane, 1906
- Bedenksame Historien, Neue Novellen, F. Fontane, 1907
- Mährische Wanderungen, Friedr. Irrgang, Brünn, 1909
- Der brennende Berg : Roman, Berlin, Ullstein & Co., [1910?]
- Eleagabal Kuperus, München 1910 (Neuauflage Festa Leipzig 2006, Teil 1 ISBN 3-86552-014-6, Teil 2 ISBN 3-86552-015-4)
- Das Frauenhaus von Brescia, L. Staackmann, Leipzig 1911 (1942 gekürzt bei J.J. Weber in der Weberschiffchen-Bücherei als Nummer 51)
- Die knöcherne hand und anderes, München, Müller, 1911
- Isgard Gestettner: Roman, Deutsch-Österreichischer Verlag, 1911
- Die Streiche der schlimmen Paulette oder Die Insel der Enttäuschung, Roman in Weiß und Blau, Ullstein, 1912
- Die drei Gesellen, Ein heiterer Roman, Leipzig, Staackmann 1914
- Die vier Ehen des Matthias Merenus, Leipzig 1914
- Madame Blaubart, Roman, Post und Obermüller, Leipzig 1915
- Lemuria, G. Müller, München 1917 (Neuauflage Festa, Leipzig 2005, ISBN 3-86552-029-4)
- Seide Borowitz, Roman, Leipzig, L. Staackmann, 1918
- Die Kristallkugel, neue Novellen Leipzig, L. Staackmann, 1919
- Rest weg!, Novellen, 2 Bände, Strache, Wien u. a, 1919–1920
- Umsturz im Jenseits, Phantastischer Roman, Rösl & Cie. München 1920
- Der Attentäter, Staackmann, Leipzig 1920
- Gespenster im Sumpf, Leipzig 1920
- Die alten Türme : Roman, Leipzig: L. Staackmann, 1921
- Der Zauberkäfer, Rikola Verlag, Wien 1923
- Wir hatten gebauet: Roman, Leipzig: L. Staackmann, 1923
- Der verrückte Schwerpunkt: Groteske Histörchen. München: Alfred Wieser Verlag, 1923
- Seltsame Grotesken/Eine Auswahl seiner Erzählungen mit einem Brief als Einleitung, Wien-Leipzig: Verlag der Gesellschaft für Graphische Industrie, 1923
- Der betrogene Tod, Leipzig, P. Reclam, 1924
- Die Wunderlaube, Erzählungen, Leipzig, L. Staackmann, 1924
- Beelzebubs Meerschaumkopf, Phantastische Novellen, Europäischer Verlag, 1924
- Das große Abenteuer und andere Geschichten zwischen Sonne und Schatten, Steyrermühl, Wien, 1924
- Das Geheimnis der blauen Schwerter, Roman, Leipzig, L. Staackmann, 1925
- Die Eier des Basilisken, Reichenberg 1926
- Der Goldberg. Ein Roman aus Kärnten, Leipzig, Staackmann, 1926
- Heerkönig Ariovist, K.F. Koehler, 1927
- Der Häuptling Sisanda und andere Erzählungen, Berlin. Weltgeist-Bücher Verlags-Gesellschaft, 1927
- Weihnachts-Geschichten (Hrsg. vom Deutschen Volksbildungsverein, Iglau/Jihlava, Theodor Illing, 1927 und 1928)
- Erasmus mit der Wünschelrute, Roman, L. Staackmann, 1928
- Zwei Saltzenbrod, Roman, Leipzig, L. Staackmann Verlag, 1928
- Bismarck (3 Bde.) Leipzig 1915–1919, Voltmedia Paderborn, ISBN 3-937229-22-1.
- Od: die entdeckung des magischen menschen, Roman, Staackmann, 1930
- Goya und das Löwengesicht, Leipzig 1932 ÖNB
- Die Madonna mit der Armbanduhr: neue Novellen, Graz: Im Verlag „Das Bergland-Buch“, 1932
- Kamerad Viktoria : Roman, Leipzig Staackmann, 1933
- Prozess Borowska, ein Taschenroman, Leipzig, L. Staackmann, 1934
- Aber Innozenz! Ein bereits durchaus heiterer Roman, Berlin, P. Zsolnay, 1935.
- Dorf im Kaukasus, Roman, Grethlein & Co. Nachf., 1936
- Das Grab des weißen Königs, Roman, Deutsche Buch-Gemeinschaft G·M·B·H, 1936
- Die Runen und das Marterholz: Roman, Dresden, Zwinger-verlag 1936
- Hunzaches, der Räuber, Wilhelm Limpert Verlag 1936
- Feuer im Nachbarhaus: ein Roman von Übermorgen, Carl Stephenson Verl., 1938
- Rex, Geschichte eines Hundes und zweier Menschen, Sonnen-Verlag, 1939
- Totenhorn-Südwand, Berlin 1939
- Das blaue Wunder. Ein fröhliches Buch, Berlin Carl Stephenson Verlag 1939
- Das beschwipste Karussell. Ein heiteres Buch, Carl Stephenson Verlag, Berlin 1940
- Glas und Glück, Berlin 1942
- Ein Schicksalstag Ferdinand Raimunds, Wien, Wiener Verlagsgesellschaft 1942
- Kaiser Rotbart, Budweis 1944

### Essays
- Arno Holz und die jüngst-deutsche Bewegung, Berlin : Gose & Tetzlaff, 1902.
- Bettina von Arnim, Essay, Bielefeld und Leipzig, 1906
- Alfred Mombert : von Gott und vom Dichter, J.C.C. Bruns, Herzogl. Sächs. u. Fürstl. Schaumb.-Lippische Hof-Verlagsbuchhandlung, 1906
- Worte Poes, J. C. C. Bruns, 1907
- Romantische Reise im Orient, Skizzen, Vita Verlag, 1910
- Ludwig Anzengruber, Rösl, 1920
- Tschechen, Leipzig: Dürr & Weber, 1920
- Prag. Schicksal, Gestalt und Seele einer Stadt, Leipzig, Adolf Luser Verlag, 1940

### Theaterstücke
- Die Starken: Schauspiel in Vier Aufzügen, Seemann Nachf., Leipzig 1903
- Die Nibelungen an der Donau; festspiel in vier abteilungen, Schauspiel , Berlin, F. Fontane & co., 1907

### Autobiographische Schriften
- Das zweite Band. In: Aura Academica, 2. Jahrg., Leipzig 1914, S. 139–156.
- Zwischen Weichsel und Karpathen, österreichisch-ungarische heldenkämpfe, Weimar, Gustav Kiepenheuer, 1915.
- Der Krieg im Alpenrot (Ullstein-Kriegsbücher), Ullstein & co., 1916
- Verlorene Heimat, Jugenderinnerungen aus dem deutschen Ostland, Stuttgart 1920
- K. P. Qu. Geschichten und Bilder aus dem österreichischen Kriegspressequartier, Reichenberg 1928 ÖNB
- ...es wird ein Wein sein. Die Aufzeichnungen des Weinbauers Berndl Poldl, Wien Luser 1939.
- Heimat im frühen Licht (Verlorene Heimat). Jugenderinnerungen aus deutschem Ostland. (Neubearb.), Budweis, Leipzig 1942 ÖNB
- Glückhafte Wanderschaft, Budweis, Leipzig 1942
- Die Weltgeschichte und das Igelhaus, Budweis, Leipzig 1944

### Verfilmungen
- Das Frauenhaus von Brescia (D, 1920), unter der Regie von Hubert Moest, mit Fritz Delius, Ernst Deutsch, Fritz Jessner, Eduard von Winterstein u. a.
- Nachtgestalten (D, 1920), nach dem Roman Eleagabal Kuperus, unter der Regie von Richard Oswald, mit Paul Wegener, Reinhold Schünzel, Erna Morena u. a.
- Blitzzug der Liebe (D, 1925), unter der Regie von Johannes Guter, mit Ossi Oswalda, Willy Fritsch, Jenny Jugo u. a.